# Fundació Carl Faust

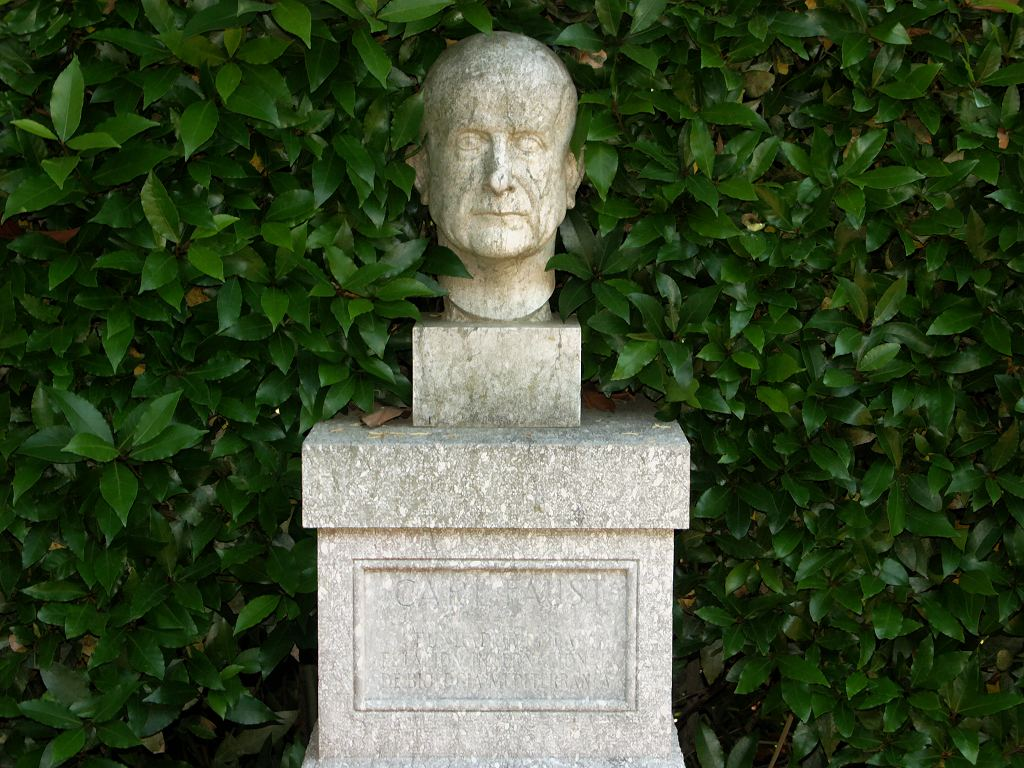
Estàtua de Carl Faust al Jardí botànic Marimurtra

Fundació Carl Faust és una fundació creada a Blanes per Carl Faust i Pius Font i Quer el 1951 per tal de mantenir el Jardí botànic Marimurtra de Blanes, un dels més notables de la Mediterrània amb una extensió de 16 hectàrees i creat el 1920. També vol fomentar la investigació biològica i la protecció de la flora amenaçada tant a la Catalunya com a la Mediterrània. Des del 2006 el seu president és Josep Nubiola i Armangué. El 2009 va rebre la Creu de Sant Jordi.